# Chromadorina majae
Chromadorina majae är en rundmaskart som beskrevs av Christian Wieser 1968. Chromadorina majae ingår i släktet Chromadorina och familjen Chromadoridae. Inga underarter finns listade i Catalogue of Life.